# Équipe cycliste féminine Lidl-Trek
Cet article concerne l'équipe féminine. Pour l'équipe masculine, voir Équipe cycliste masculine Lidl-Trek.
L'équipe cycliste féminine Lidl-Trek est une équipe cycliste professionnelle féminine basée aux États-Unis créée en 2019. Elle court avec une licence WorldTeam depuis 2020.

## Histoire

### Naissance
Le 16 juillet 2018, Trek annonce sur son site internet la création d'une équipe féminine sur route pour la saison 2019. Le même jour, Trek présente sa première recrue, la britannique Elizabeth "Lizzie" Deignan.
Le 1er août, l'ancienne sprinteuse allemande Ina-Yoko Teutenberg est annoncée comme directrice sportive. Durant ce même mois, l'effectif s'étoffe peu à peu avec les arrivées de l'italienne Elisa Longo Borghini, de l'américaine Ruth Winder et de l'australienne Lauretta Hanson et de la sprinteuse finlandaise Lotta Lepistö.
La sprinteuse italienne Giorgia Bronzini rejoint également l'équipe, mais comme directrice sportive.
En septembre, Abigail Van Twisk et Tayler Wiles signent avec l'équipe, suivies par la pistarde et sprinteuse italienne Letizia Paternoster, la spécialiste du contre-la-montre Ellen van Dijk, l'expérimentée Trixi Worrack et la française Audrey Cordon-Ragot et enfin la polonaise Anna Plichta. Fin septembre, il est annoncé que Segafredo sponsorisera l'équipe, comme la marque le fait pour les hommes.
En octobre, Jolanda Neff, championne du monde de cross-country, est la dernière recrue et participera ponctuellement à des courses sur route.
La première course de l'équipe est le Santos Women's Tour en janvier 2019, en Australie.

### Saison 2019

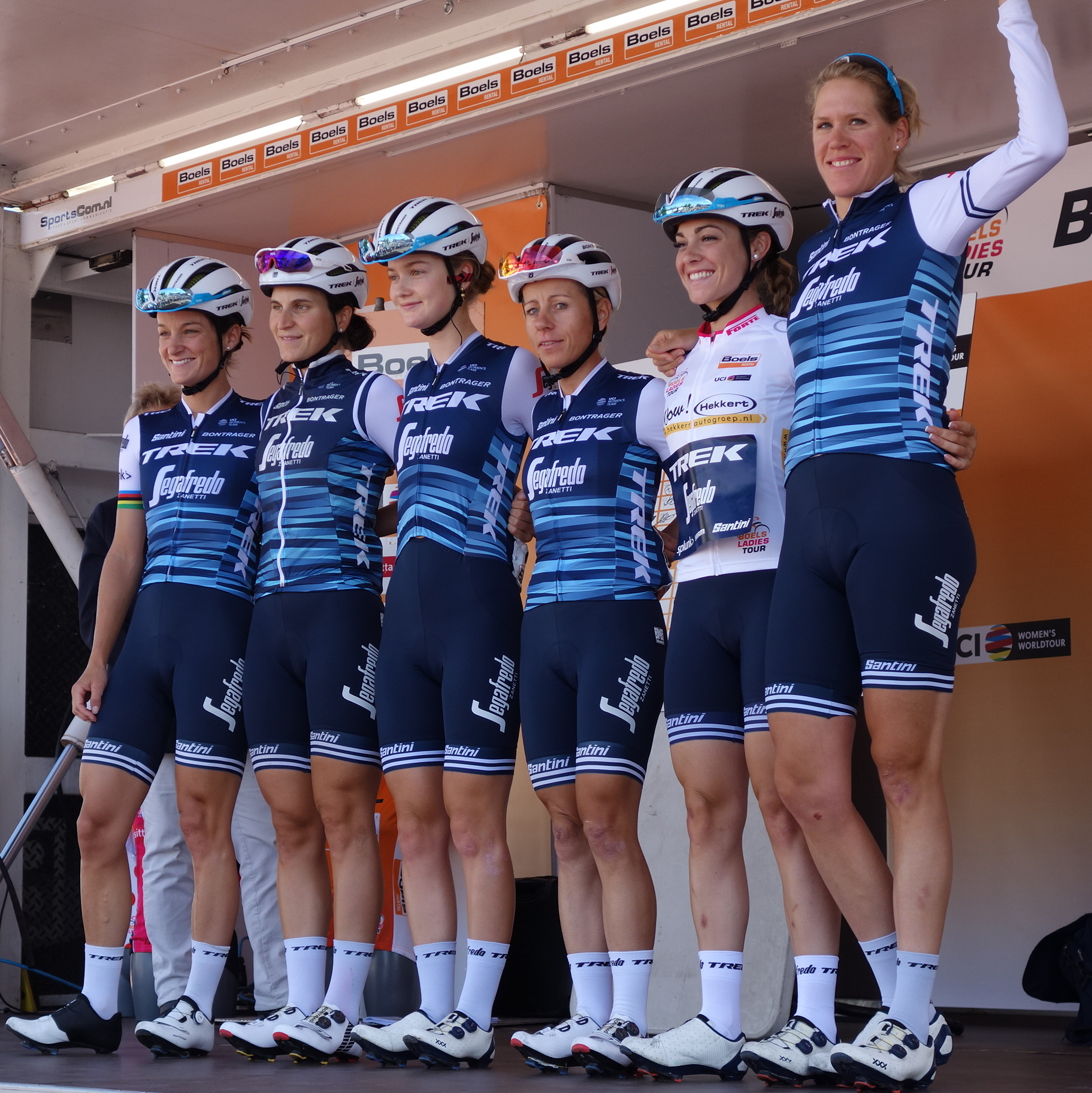
Équipe au Boels Ladies Tour

Elisa Longo Borghini est la principale leader de l'équipe. Après des classiques en demi-teinte, elle remporte l'Emakumeen Euskal Bira. Elle est huitième du Tour d'Italie sans avoir réellement pesé. Lizzie Deignan, avec l'aide de Borghini, remporte le Women's Tour. Ellen van Dijk est troisième du Tour de Drenthe et deuxième de l'Healthy Ageing Tour. Elle conserve également son titre de championne d'Europe du contre-la-montre. Ruth Winder devient championne des États-Unis. Letizia Paternoster est troisième de Gand-Wevelgem, championne d'Europe espoir sur route, cinquième de la RideLondon-Classique et deuxième de la deuxième étape de La Madrid Challenge by La Vuelta en plus de plusieurs titres de championne d'Europe espoir sur piste. La formation remporte également le contre-la-montre par équipes de l'Open de Suède Vårgårda. Elisa Longo Borghini est quatorzième du classement UCI et treizième du World Tour. Trek-Segafredo est cinquième et troisième de ces classements.

### Saison 2020

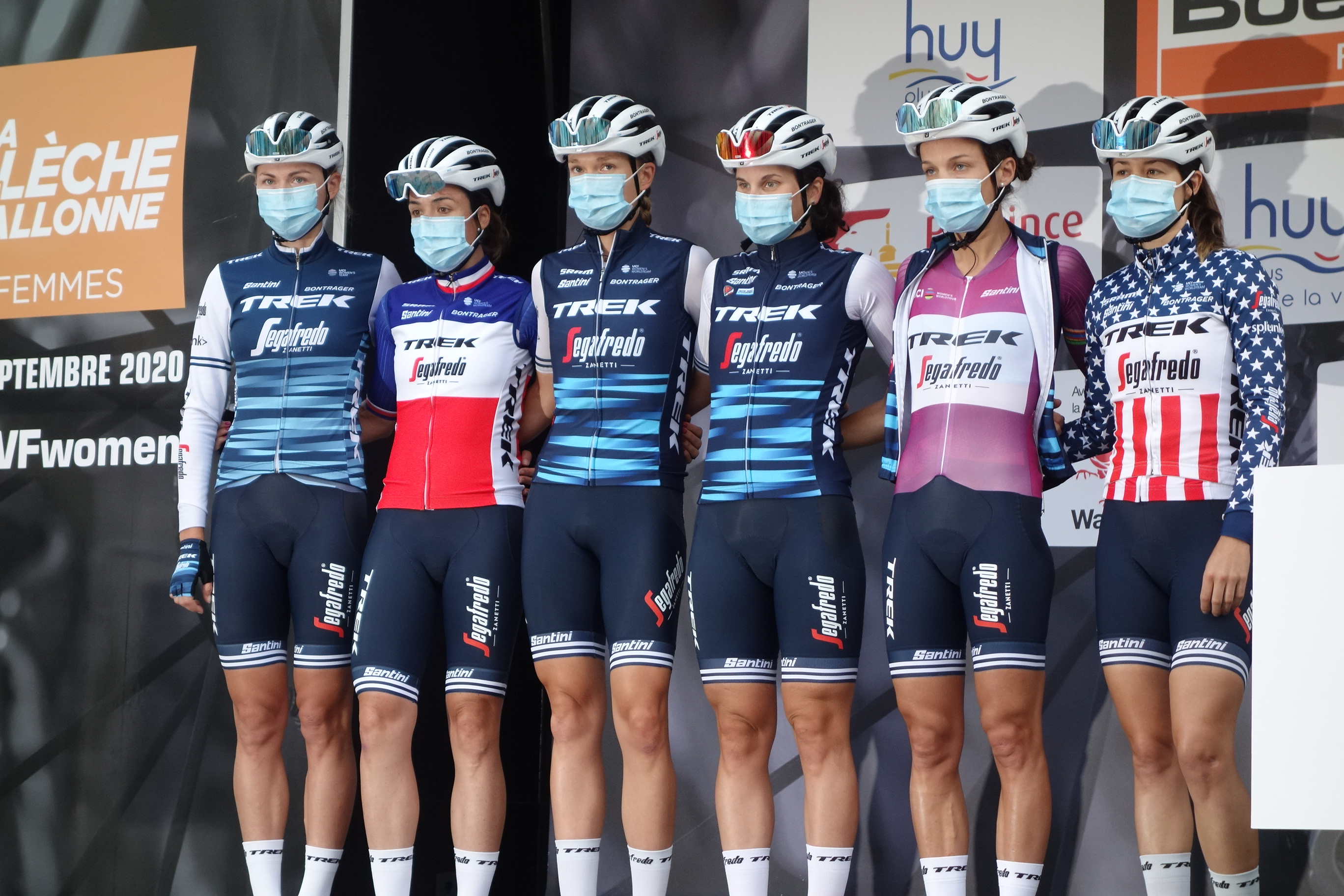
Équipe au départ de la Flèche wallonne

L'effectif est très stable, avec l'arrivée de la polyvalente Néerlandaise Lucinda Brand et d'Elynor Bäckstedt. Respectivement spécialistes du VTT et du cyclo-cross Jolanda Neff et Ellen Noble quittent l'équipe.
Elizabeth Deignan effectue une saison de premier plan en remportant trois classiques, à savoir : le Grand Prix de Plouay puis La course by Le Tour de France et Liège-Bastogne-Liège. Elisa Longo Borghini se montre également à son avantage. Elle redevient championne d'Italie du contre-la-montre. Lors du championnat d'Europe, elle se livre à un duel épique avec Annemiek van Vleuten et est devancée de peu. Elle est troisième du Tour d'Italie en y gagnant une étape. Aux championnats du monde, elle est troisième derrière Anna van der Breggen et Annemiek van Vleuten. Elle devient ensuite championne d'Italie sur route et est deuxième de La Madrid Challenge by La Vuelta. Ruth Winder remporte le Santos Women's Tour devant la formation Mitchelton-Scott. Ellen van Dijk est deuxième du championnat d'Europe du contre-la-montre et troisième du championnat du monde de la discipline. Audrey Cordon-Ragot devient pour la première fois championne de France sur route, Anna Plichta conserve son titre de championne de Pologne du chrono. Comme bilan, Elizabeth Deignan remporte le classement World Tour et Elisa Longo Borghini est deuxième du classement UCI. Trek-Segafredo est la meilleure équipe dans les deux compétitions.

### Saison 2021

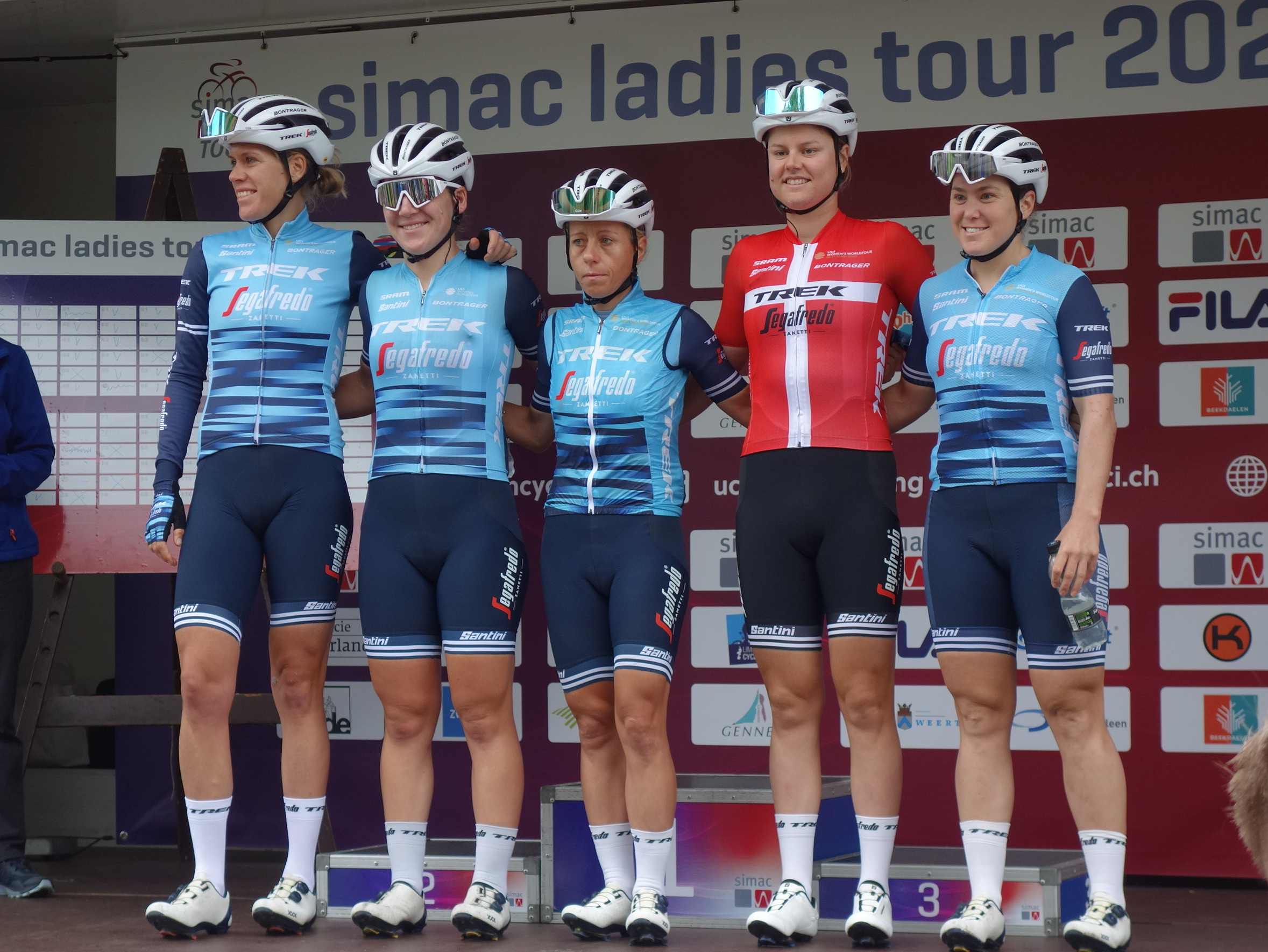
Équipe au Simac Ladies Tour

L'effectif est globalement stable. Les sprinteuses Amalie Dideriksen et Chloe Hosking la rejoigne tandis que Lotta Lepistö la quitte.
Elisa Longo Borghini remporte en début de saison et à domicile le Trofeo Alfredo Binda-Comune di Cittiglio, après s'être classée deuxième des Strade Bianche. Elle est ensuite quatrième du Tour des Flandres, troisième de la Flèche wallonne et de Liège-Bastogne-Liège. Elle effectue le doublé sur ses championnats nationaux, avant de connaître une désillusion lors du Tour d'Italie. Elle est médaillée de bronze sur la course en ligne des Jeux olympiques. Enfin, elle remporte fin août avec la manière le Grand Prix de Plouay. Lizzie Deignan est quatrième du Tour d'Italie avant de remporter le premier Paris-Roubaix féminin. Ellen van Dijk gagne l'Healthy Ageing Tour, est troisième du Simac Ladies Tour, vice-championne d'Europe du contre-la-montre avant de s'imposer sur l'épreuve en ligne. Elle redevient championne du monde du contre-la-montre huit ans après sa première victoire. Ruth Winder est deuxième de la Classique de Saint-Sébastien et remporte la Flèche brabançonne. Lucinda Brand remporte le Tour de Thuringe. Amalie Dideriksen est championne du Danemark sur route et Audrey Cordon-Ragot championne de France du contre-la-montre. Elisa Longo Borghini est deuxième du classement mondial et troisième du World Tour. Trek-Segafredo est deuxième des deux classements par équipes.

### Saison 2022

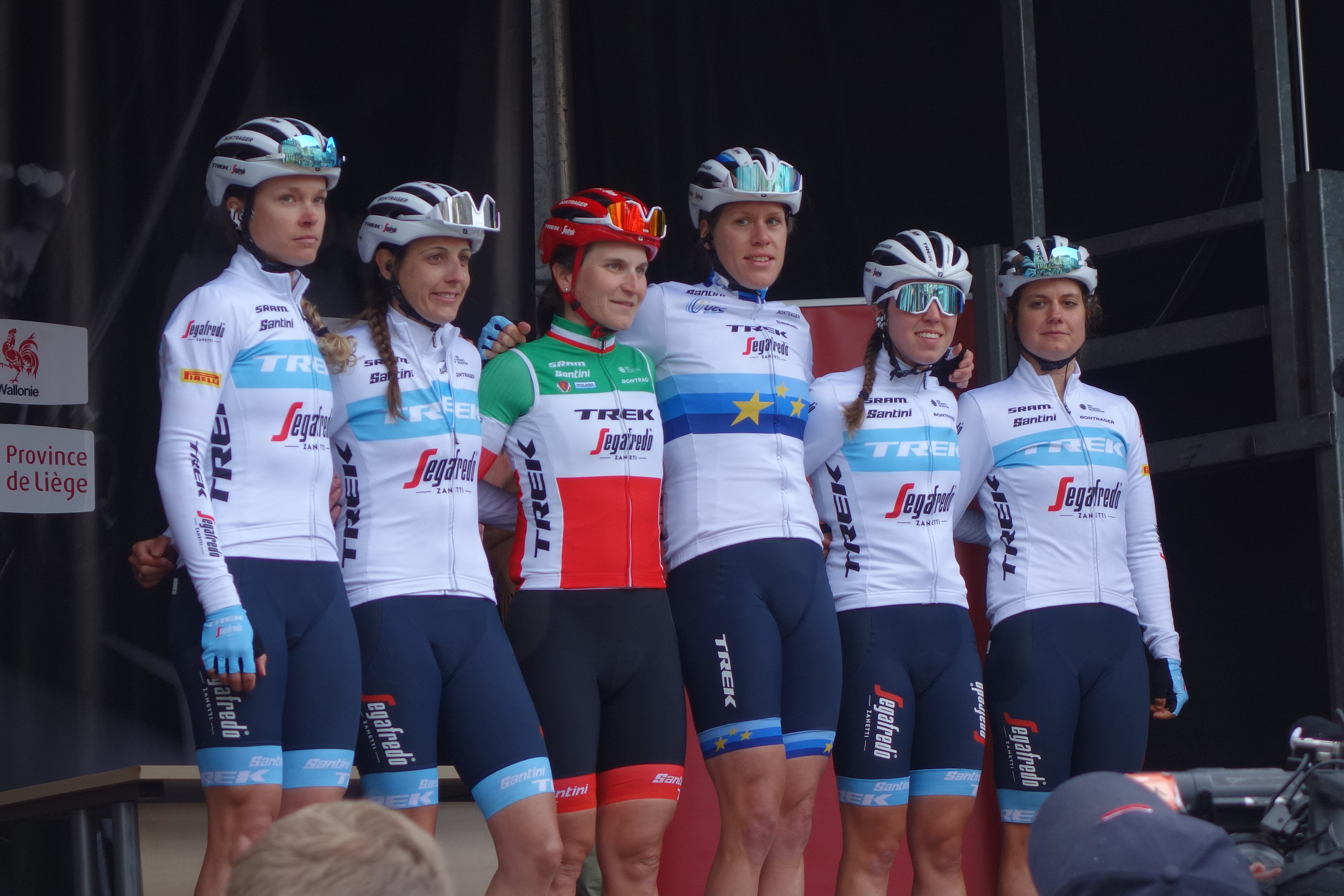
Équipe à la Flèche wallonne

L'effectif est globalement stable. La championne du monde Elisa Balsamo est la principale recrue. Elle est accompagnée de Leah Thomas qui vient compenser le départ de Ruth Winder et Trixi Worrack.
Elisa Longo Borghini réalise une bonne saison en remportant Paris-Roubaix et The Women's Tour, ainsi qu'en étant la mieux classée de l'équipe au Tour de France, au Tour d'Italie et au Ceratizit Challenge by La Vuelta où elle prend la seconde place. Elle est aussi championne d'Italie du contre-la-montre. Elisa Balsamo s'impose au plus haut niveau en remportant trois épreuves consécutives du World Tour : le Trofeo Alfredo Binda-Comune di Cittiglio, la Classic Bruges-La Panne et Gand-Wevelgem après avoir été deuxième du Tour de Drenthe. Elle est aussi deuxième de la RideLondon-Classique. Elle gagne le titre national en Italie, deux étapes de son tour national et une au Ceratizit Challenge by La Vuelta. Ellen van Dijk remporte le Bloeizone Fryslân Tour en début de saison. Surtout, elle prouve être la meilleure en contre-la-montre sur la saison, en battant le record de l'heure, puis remportant le titre national aux Pays-Bas, en étant seconde des championnats d'Europe avant de conserver son titre mondial et de remporter le Chrono des Nations. Elle s'impose aussi au Baloise Ladies Tour. Lucinda Brand, outre ses succès en cyclo-cross, gagne deux étapes et le classement général du Tour de Suisse. Audrey Cordon-Ragot obtient un doubler aux championnats de France. Elle gagne l'Open de Suède Vårgårda puis une étape du Simac Ladies Tour. Shirin van Anrooij confirme les espoirs placés en elle en étant meilleure jeune du Tour de France et régulièrement placée dans les grandes courses. Elisa Longo Borghini est troisième du classement UCI et deuxième du World Tour. Trek-Segafredo est deuxième des deux classements.

### Saison 2023

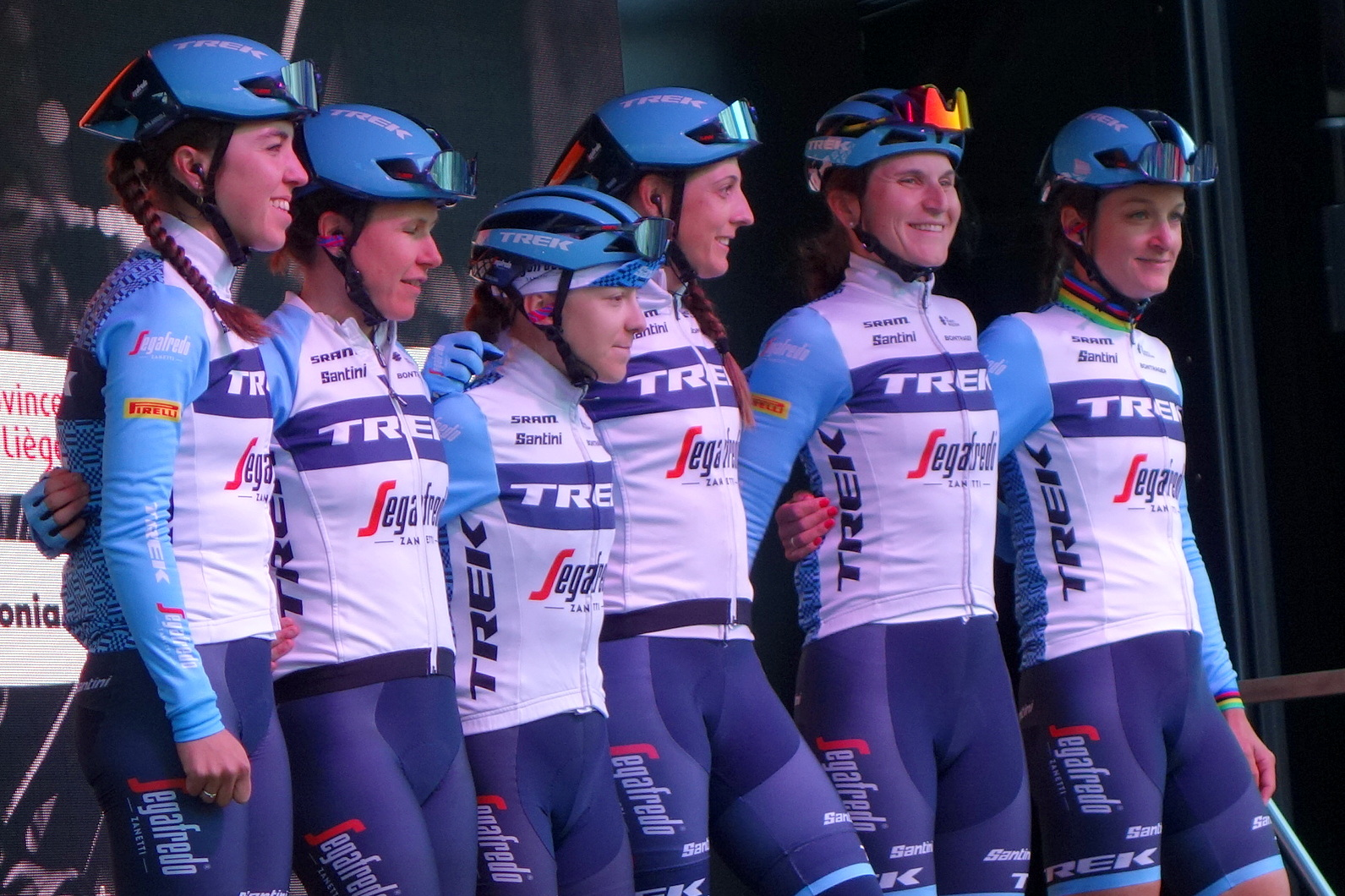
Équipe à la Flèche wallonne

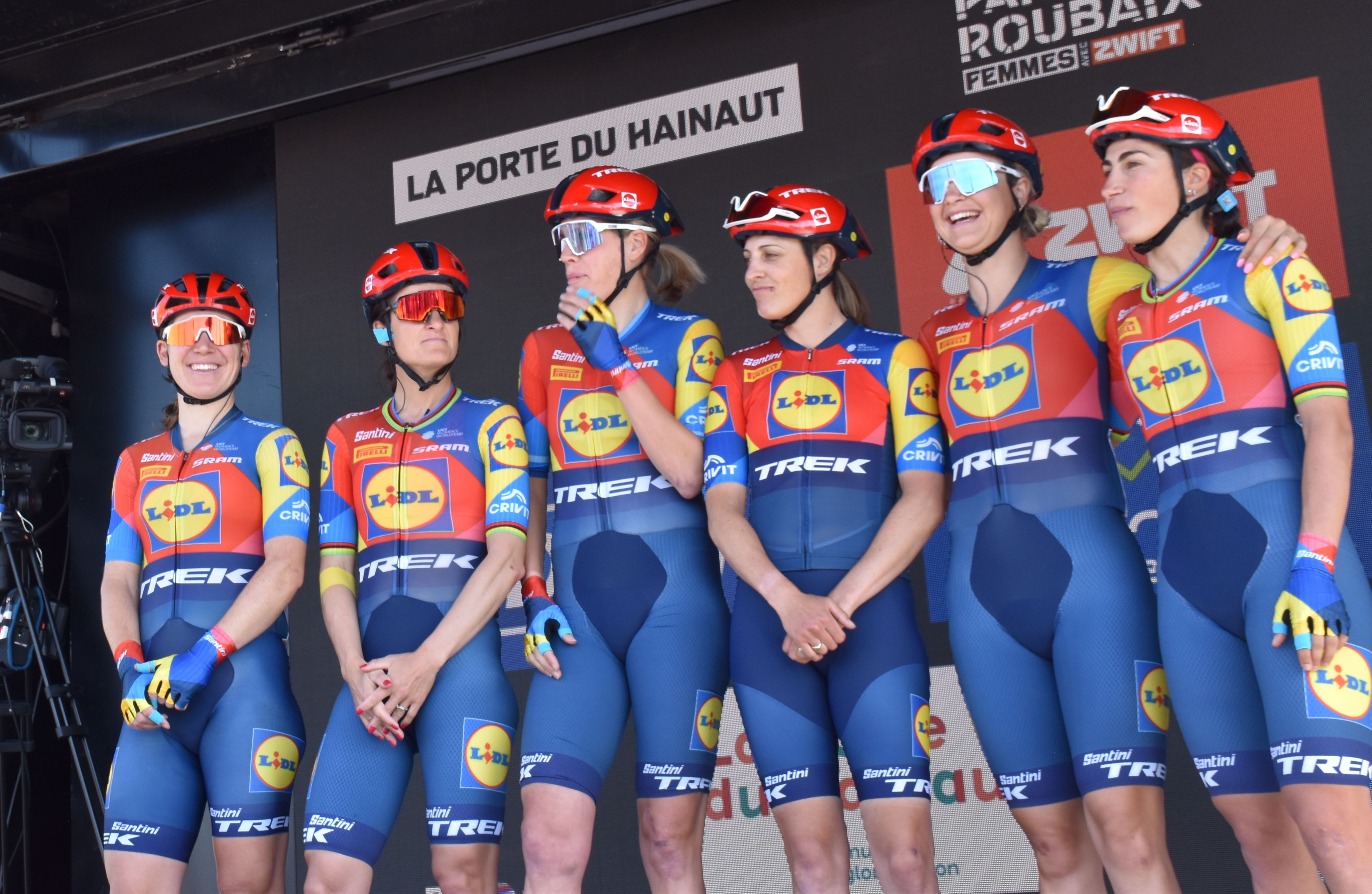
Paris-Roubaix 2025 - Présentation.

Les grimpeuses Amanda Spratt et Gaia Realini sont recrutées, tout comme Lisa Klein et Brodie Chapman. Audrey Cordon-Ragot, Amalie Dideriksen, Letizia Paternoster et Leah Thomas quittent la formation. Gaia Realini est sûrement la révélation de la saison. Elle est deuxième du Tour des Émirats arabes unis, puis troisième de la Flèche wallonne. Elle gagne une étape du Tour d'Espagne et en prend la troisième place. Au Tour d'Italie, elle est l'une des seules à pouvoir suivre Annemiek van Vleuten dans les cols. Elle termine meilleure jeune et troisième du classement général. Elisa Longo Borghini connait une saison sur courant alternatif. Elle remporte le Tour des Émirats arabes unis, avant d'être malade. Elle se classe troisième du Tour des Flandres et deuxième de Liège-Bastogne-Liège. Elle est troisième du Tour de Suisse et conserve ses titres sur route et en contre-la-montre en Italie. Son Tour d'Italie commence bien avec une victoire sur la quatrième étape. Elle est deuxième du classement général et suit Van Vleuten dans la cinquième étape quand elle fait une spectaculaire sortie de route l'obligeant à l'abandon. Au Tour de France, elle est non-partante de la sixième étape à cause d'une infection cutanée alors qu'elle occupe la quatrième place du classement général. Shirin van Anrooij s'impose au Trofeo Alfredo Binda-Comune di Cittiglio, elle est troisième de l'Amstel Gold Race ainsi que deuxième du Tour de Burgos. Elisa Balsamo est quatrième du Tour de Drenthe puis deuxième de la Classic Bruges-La Panne. Elle se brise la mâchoire lors d'une chute à la RideLondon-Classique, mais revient en juillet. Amanda Spratt est deuxième du Women's Tour Down Under puis de la Cadel Evans Great Ocean. Elle est également dixième du Tour de France. Lizzie Deignan se met en valeur aux championnats du monde, où elle se classe sixième après avoir animé la course. Gaia Realini est treizième du classement UCI et huitième de l'UCI World Tour. La formation est respectivement deuxième et troisième de ces classements.

## Classements UCI
Ce tableau présente les places de l'équipe au classement de l'Union cycliste internationale en fin de saison, ainsi que la meilleure cycliste au classement individuel de chaque saison.
| Classement UCI | Classement UCI         | Classement UCI                              | Classement UCI |
| Année          | Classement par équipes | Meilleure coureuse au classement individuel |                |
| -------------- | ---------------------- | ------------------------------------------- | -------------- |
| 2019           | 5e                     | Elisa Longo Borghini (14e)                  |                |
| 2020           | 1re                    | Elisa Longo Borghini (2e)                   |                |
| 2021           | 2e                     | Elisa Longo Borghini (2e)                   |                |
| 2022           | 2e                     | Elisa Longo Borghini (3e)                   |                |
| 2023           | 2e                     | Gaia Realini (13e)                          |                |
| 2024           | 2e                     | Elisa Longo Borghini (3e)                   |                |
|                |                        |                                             |                |
| Source : UCI   |                        |                                             |                |

Le tableau ci-dessous présente les classements de l'équipe sur l'UCI World Tour féminin, ainsi que sa meilleure coureuse au classement individuel.
| UCI World Tour | UCI World Tour         | UCI World Tour                              | UCI World Tour |
| Année          | Classement par équipes | Meilleure coureuse au classement individuel |                |
| -------------- | ---------------------- | ------------------------------------------- | -------------- |
| 2019           | 3e                     | Elisa Longo Borghini (13e)                  |                |
| 2020           | 1re                    | Lizzie Deignan (1re)                        |                |
| 2021           | 2e                     | Elisa Longo Borghini (3e)                   |                |
| 2022           | 2e                     | Elisa Longo Borghini (2e)                   |                |
| 2023           | 3e                     | Elisa Longo Borghini (7e)                   |                |
| 2024           | 2e                     | Elisa Longo Borghini (3e)                   |                |
|                |                        |                                             |                |
| Source : UCI   |                        |                                             |                |

## Principales victoires

### Compétitions internationales
Cyclisme sur route
- Championnats du monde : 2
  - Contre-la-montre : 2021 et 2022 (Ellen van Dijk)
- Championnats d'Europe : 2
  - Course en ligne : 2021 (Ellen van Dijk)
  - Contre-la-montre : 2019 (Ellen van Dijk)

Cyclo-cross
- Championnats du monde : 1
  - Elites : 2021 (Lucinda Brand)
- Championnats d'Europe : 2
  - Elites : 2021 (Lucinda Brand)
  - Espoirs : 2021 (Shirin van Anrooij)

### Grands tours
| - Tour d'Italie féminin - Participations : 4 (2019-2023) - Victoires d'étapes : 5 - 2 en 2020 : Trek-Segafredo, Elisa Longo Borghini - 1 en 2021 : Trek-Segafredo - 2 en 2022 : Elisa Balsamo (2) - 1 en 2023 : Elisa Longo Borghini - Podium : 2020 (Elisa Longo Borghini), 2023 (Gaia Realini) - Classements annexes : - Meilleure Italienne : 2019, 2020 (Elisa Longo Borghini), 2023 (Gaia Realini) - Meilleure grimpeuse : 2021 (Lucinda Brand) - Meilleure jeune : 2023 (Gaia Realini) | - Tour de France Femmes - Participations : 1 (2022) - Classements annexes : - Meilleure jeune : 2022 (Shirin van Anrooij) |

### Championnats nationaux
- Championnats d'Australie sur route : 1
  - Course en ligne : 2023 (Brodie Chapman)
- Championnats du Danemark sur route : 1
  - Course en ligne : 2021 (Amalie Dideriksen)
- Championnats des États-Unis sur route : 1
  - Course en ligne : 2019 (Ruth Winder)
- Championnats de France sur route : 4
  - Course en ligne : 2020 et 2022 (Audrey Cordon-Ragot)
  - Contre-la-montre : 2021 et 2022 (Audrey Cordon-Ragot)
- Championnats d'Italie sur route : 8
  - Course en ligne : 2020, 2021 (Elisa Longo Borghini), 2022 (Elisa Balsamo) et 2023 (Elisa Longo Borghini)
  - Contre-la-montre : 2020, 2021, 2022 et 2023 (Elisa Longo Borghini)
- Championnats des Pays-Bas sur route : 1
  - Contre-la-montre : 2022 (Ellen van Dijk)
- Championnats de Pologne sur route : 2
  - Contre-la-montre : 2019 et 2020 (Anna Plichta)

## Encadrement
Ina-Yoko Teutenberg et Giorgia Bronzini sont les directrices sportives de l'équipe.

## Effectif actuel
| Effectif 2025             | Effectif 2025     | Effectif 2025    | Effectif 2025                        |
| Cycliste                  | Date de naissance | Pays             | Équipe précédente                    |
| ------------------------- | ----------------- | ---------------- | ------------------------------------ |
| Elisa Balsamo             | 27 février 1998   | Italie           | Valcar-Travel & Service (2021)       |
| Lucinda Brand             | 2 juillet 1989    | Pays-Bas         | Sunweb (2019)                        |
| Clara Copponi             | 12 janvier 1999   | France           | FDJ-Suez (2023)                      |
| Lizzie Deignan            | 18 décembre 1988  | Royaume-Uni      | Boels Dolmans (2018)                 |
| Niamh Fisher-Black        | 12 août 2000      | Nouvelle-Zélande | SD Worx-Protime (2024)               |
| Lauretta Hanson           | 29 octobre 1994   | Australie        | UnitedHealthcare Women's Team (2018) |
| Anna Henderson            | 14 novembre 1998  | Royaume-Uni      | Team Visma \| Lease a Bike (2024)    |
| Ava Holmgren              | 22 mai 2005       | Canada           | Stimulus Orbea Racing Team (2023)    |
| Isabella Holmgren         | 22 mai 2005       | Canada           | Stimulus Orbea Racing Team (2023)    |
| Riejanne Markus           | 1 septembre 1994  | Pays-Bas         | Team Visma \| Lease a Bike (2024)    |
| Fleur Moors               | 11 octobre 2005   | Belgique         | Pauwels Sauzen-Bingoal (2023)        |
| Emma Norsgaard            | 26 juillet 1999   | Danemark         | Movistar Team (2024)                 |
| Gaia Realini              | 19 juin 2001      | Italie           | Isolmant-Premac-Vittoria (2022)      |
| Ilaria Sanguineti         | 15 avril 1994     | Italie           | Valcar-Travel & Service (2022)       |
| Isabel Sharp              | 29 juin 2005      | Royaume-Uni      |                                      |
| Amanda Spratt             | 17 septembre 1987 | Australie        | Team BikeExchange-Jayco (2022)       |
| Shirin van Anrooij        | 5 février 2002    | Pays-Bas         |                                      |
| Ellen van Dijk            | 11 février 1987   | Pays-Bas         | Sunweb (2018)                        |
| Felicity Wilson-Haffenden | 16 juillet 2005   | Australie        | Team BridgeLane (2023)               |
|                           |                   |                  |                                      |
| Source : ProCyclingStats  |                   |                  |                                      |

## Saisons précédentes
- Saison 2019
- Saison 2020
- Saison 2021
- Saison 2022
- Saison 2023
- Saison 2024